# Bahnhof Naganohara-Kusatsuguchi
Der Bahnhof Naganohara-Kusatsuguchi (jap. 長野原草津口駅 Naganohara-Kusatsuguchi-eki) ist ein Bahnhof auf der japanischen Insel Honshū. Er wird von der Bahngesellschaft JR East betrieben und befindet sich in der Präfektur Gunma auf dem Gebiet der Gemeinde Naganohara.

## Verbindungen
Naganohara-Kusatsuguchi ist ein Zwischenbahnhof an der Agatsuma-Linie der Bahngesellschaft JR East, die in Shibukawa von der Jōetsu-Linie abzweigt und nach Ōmae führt. Nahverkehrszüge mit Halt an allen Bahnhöfen fahren in einem angenäherten Stundentakt entweder ab Takasaki oder Shin-Maebashi nach Manza-Kazawaguchi, während der daran anschließende Abschnitt nach Ōmae lediglich fünfmal täglich bedient wird. Hinzu kommt der touristisch ausgerichtete Schnellzug Kusatsu, der dreimal täglich ab Naganohara-Kusatsuguchi verkehrt und umsteigefreie Verbindungen zum Bahnhof Ueno in der Hauptstadt Tokio ermöglicht.
Auf dem Bahnhofsvorplatz befinden sich Bushaltestellen, die von mehreren Linien der Gesellschaften JR Bus Kantō und Kusakuru Kōtsū bedient werden. Unter anderem halten hier Fernbusse von und nach Tokio.

## Anlage
Der Bahnhof steht am Nordufer des Flusses Agatsuma und ist über eine Brücke mit dem Zentrum der Gemeinde am Südufer verbunden. Von hier aus erreichbar sind mehrere Onsen-Bäder, darunter Kusatsu Onsen, eines der bekanntesten Bäder des Landes. Die ebenerdige Anlage ist von Osten nach Westen ausgerichtet und umfasst zwei Gleise an einem teilweise überdachten Mittelbahnsteig. Dieser ist über eine barrierefrei nutzbare Rampe mit dem leicht erhöht liegenden Empfangsgebäude verbunden. Das dreigeschossige Bauwerk enthält neben den bahneigenen Verkaufseinrichtungen ein Restaurant, einen Souvenirladen und einen Mehrzweckraum für die lokale Bevölkerung.
Im Fiskaljahr 2019 nutzten täglich durchschnittlich 741 Fahrgäste den Bahnhof.

## Bilder

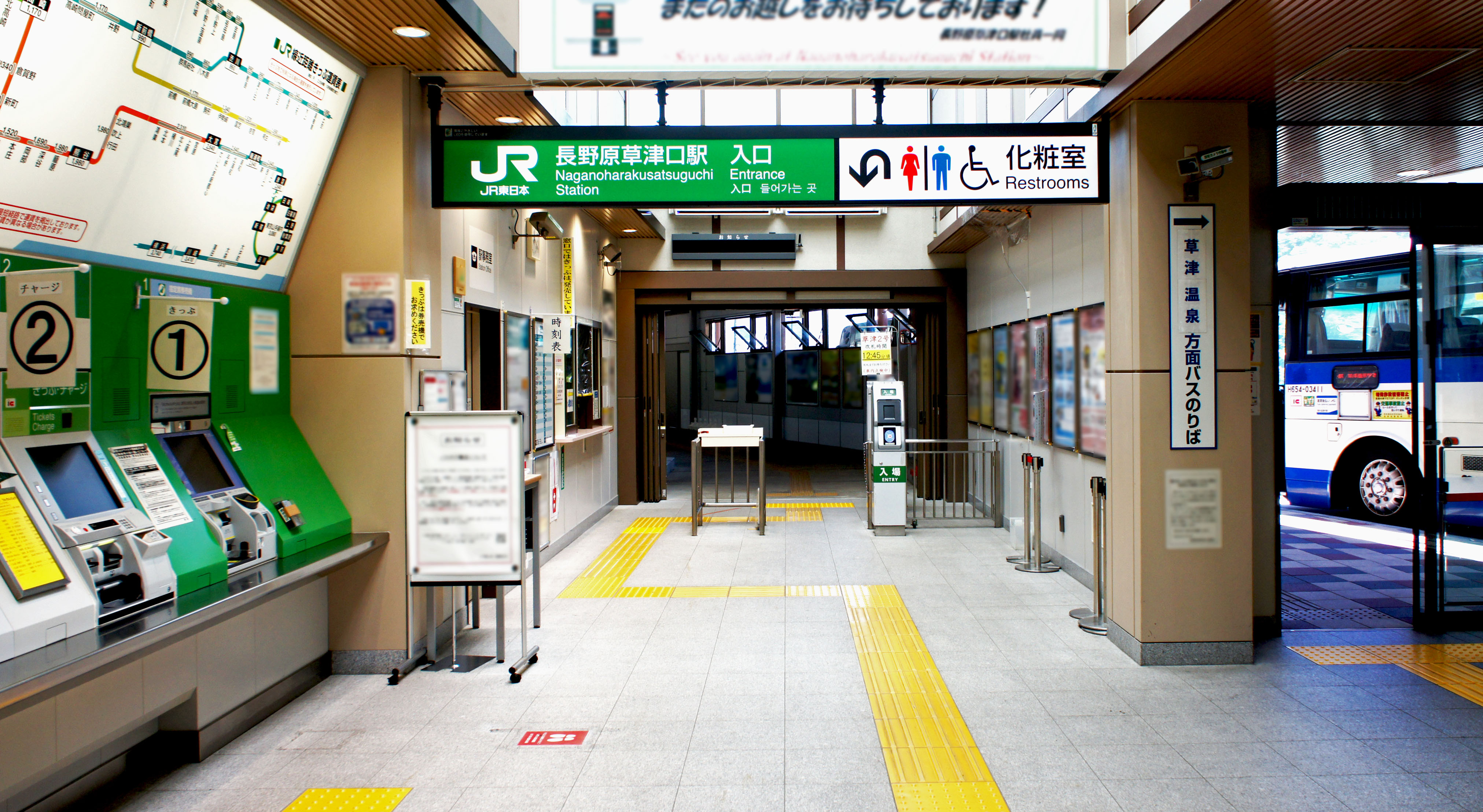
Bahnsteigsperren
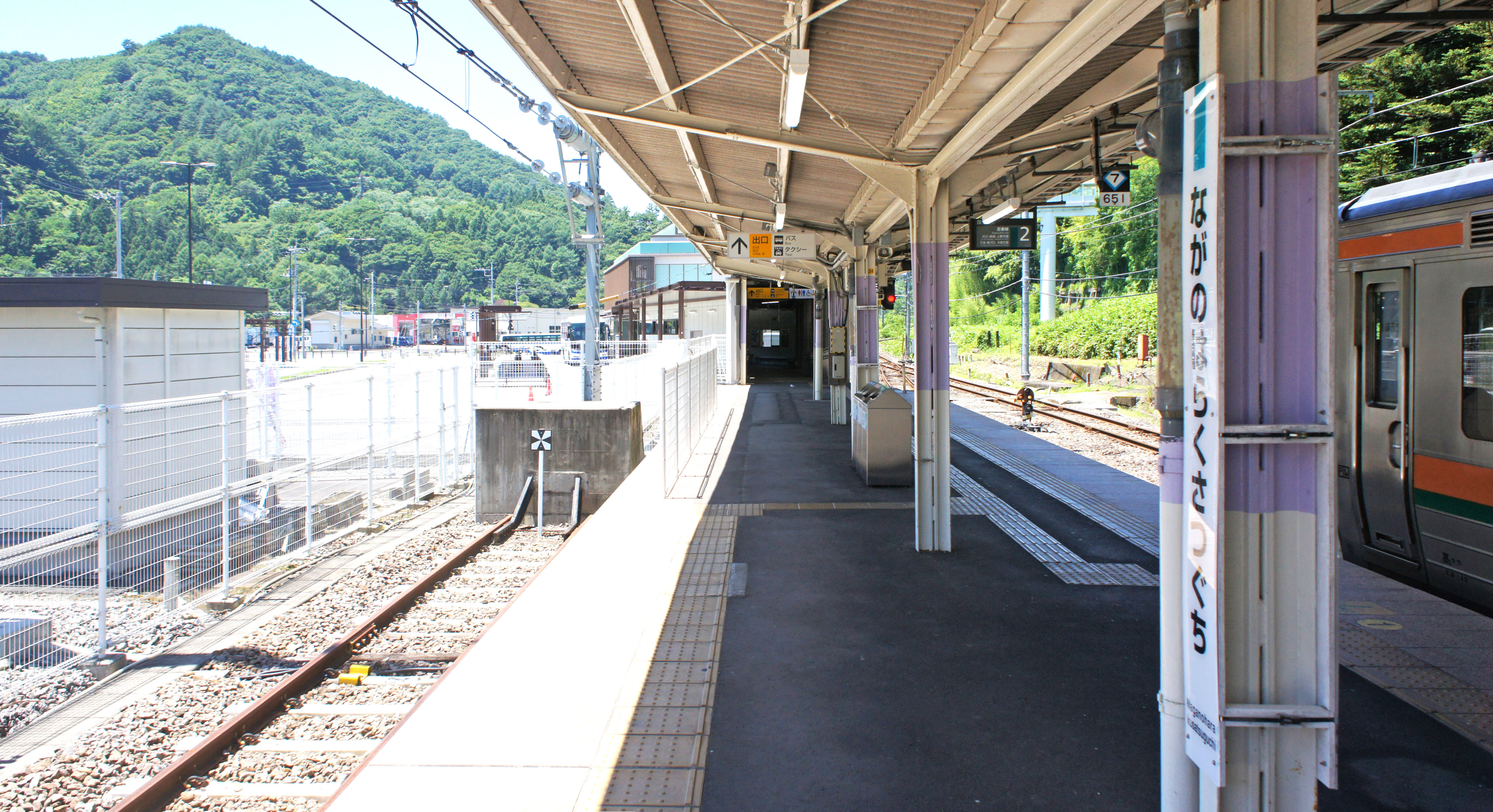
Bahnsteig
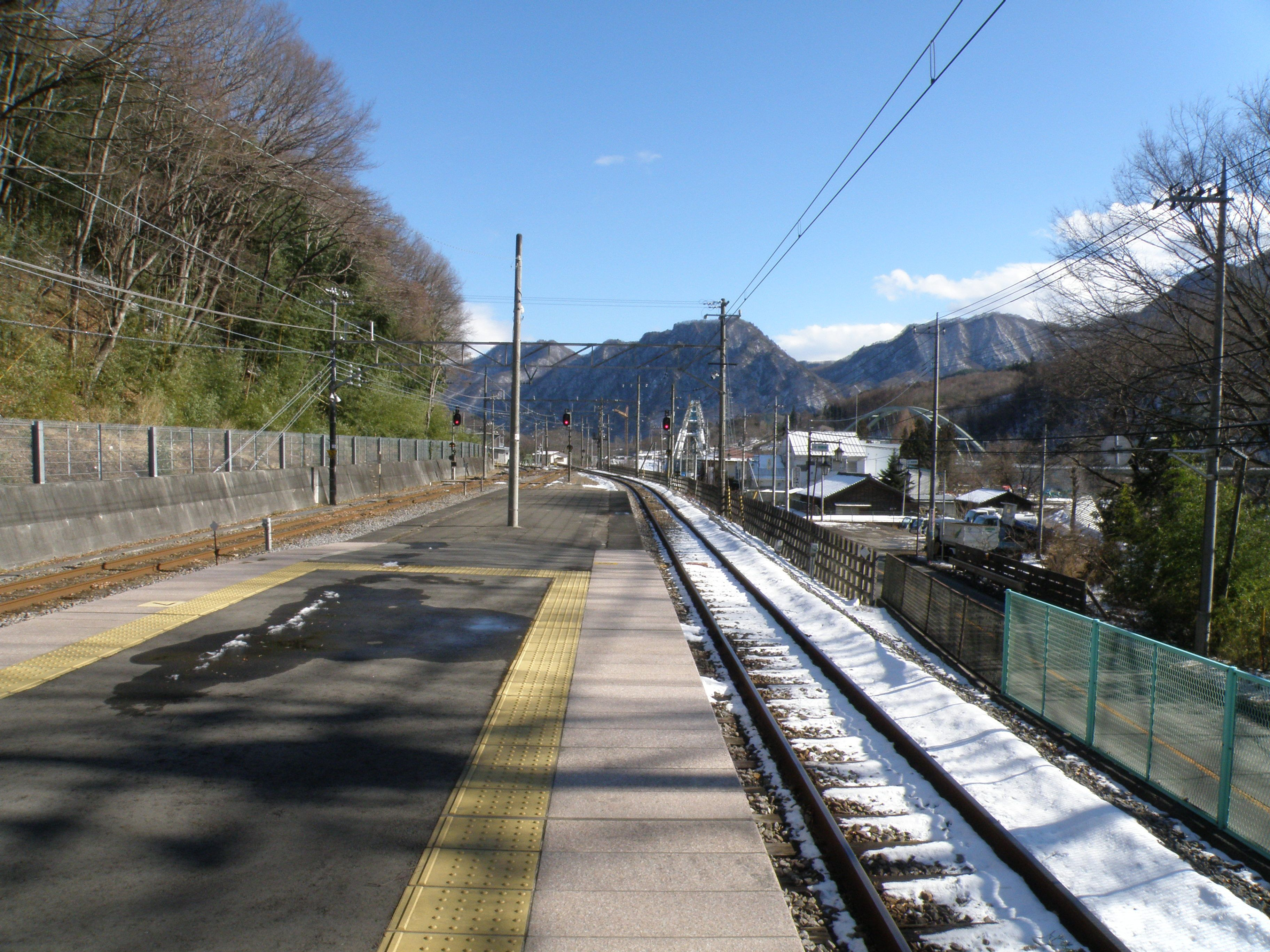
Bahnsteigende
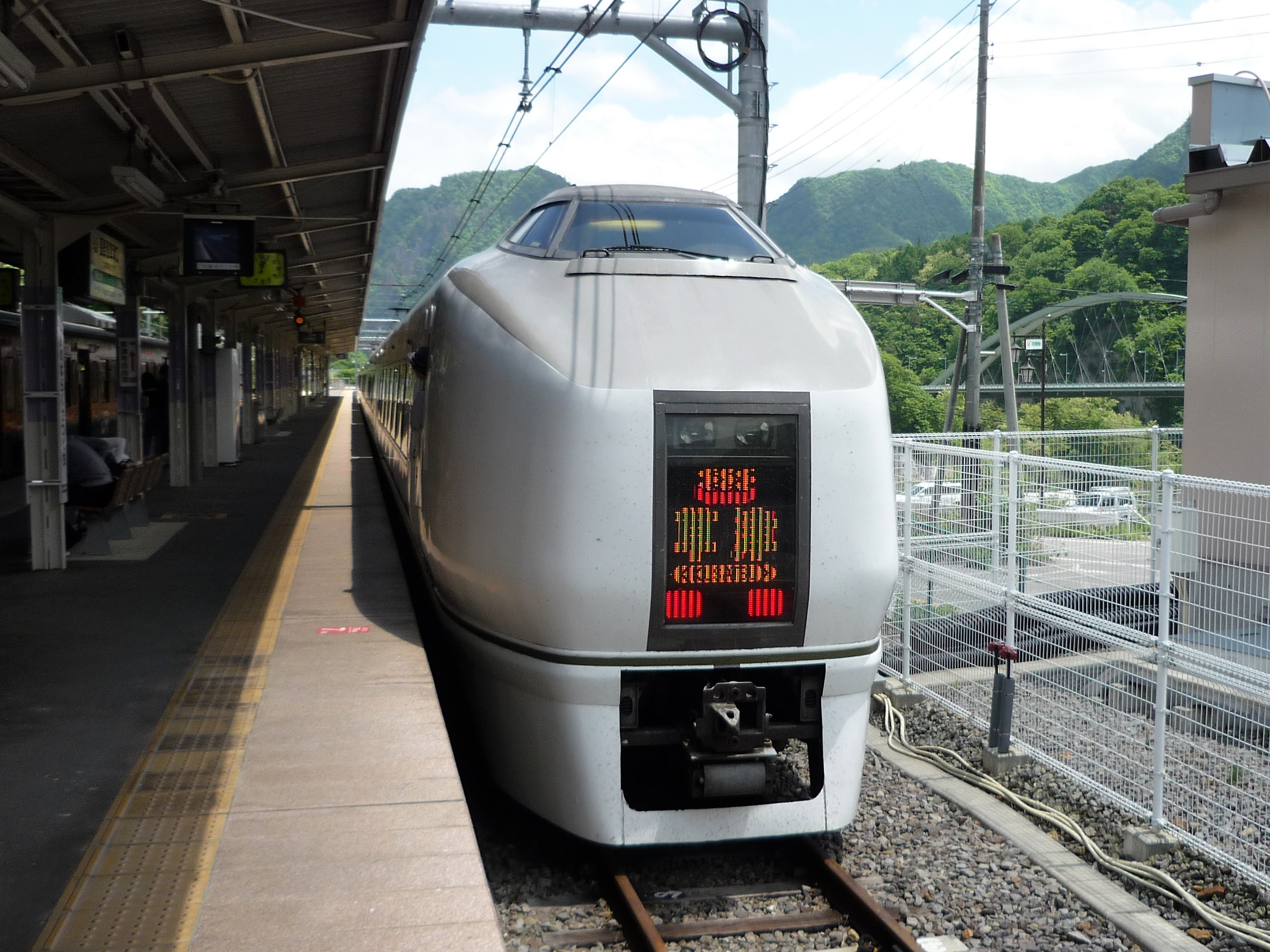
Schnellzug Kusatsu

## Gleise
| 1 | ▉ Agatsuma-Linie | Shibukawa • Shin-Maebashi • Takasaki • Ueno |
| 2 | ▉ Agatsuma-Linie | Ōmae                                        |

## Linien
| Verlauf der Agatsuma-Linie |
| --- |
| Shibukawa • Kanashima • Ubashima • Onogami • Onogami-Onsen • Ichishiro • Nakanojō • Gunma-Haramachi • Gōbara • Yagura • Iwashima • Kawarayu-Onsen • Naganohara-Kusatsuguchi • Gunma-Ōtsu • Haneo • Fukurogura • Manza-Kazawaguchi • Ōmae |

## Geschichte

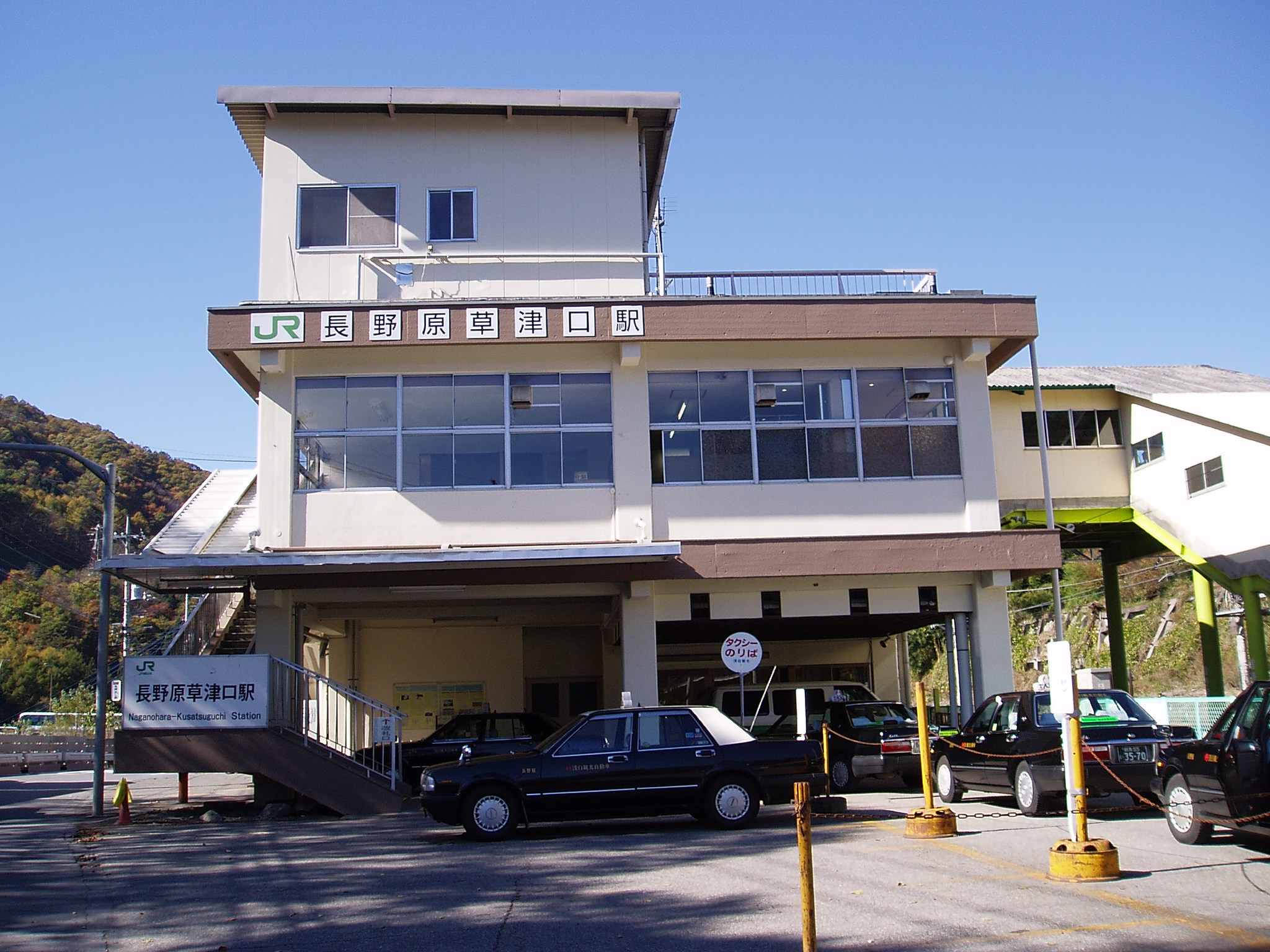
Früheres Empfangsgebäude (2006)

Das Eisenbahnministerium eröffnete den Bahnhof am 2. Januar 1945 unter dem Namen Naganohara (長野原), zusammen mit dem von Shibukawa bis hierhin führenden Abschnitt der Agatsuma-Linie. Am selben Tag nahm der Stahlhersteller Nippon Kōkan eine daran anschließende Zweigstrecke von 5,8 km Länge in Betrieb, die durch ein Seitental zum Gunma-Bergwerk in Ōshi führte. Beide Strecken waren ab Oktober 1943 errichtet worden, um kriegswichtiges Eisenerz abzutransportieren. Die Inbetriebnahme erfolgte aber zu spät, um noch irgendeinen entscheidenden Einfluss auf den Kriegsverlauf zu haben. Der Bahnhof diente zunächst ausschließlich dem Güterverkehr, der Personenverkehr bis Naganohara kam am 20. April 1946 hinzu. Am 1. Oktober 1952 übernahm die Japanische Staatsbahn die Zweigstrecke zum Bergwerk und am 21. Juni 1954 dehnte sie den Personenverkehr bis Ōshi aus.
Drei Jahre nach der Schließung des Bergwerks stellte die Staatsbahn am 1. Oktober 1966 den Güterverkehr auf dem Abschnitt Naganohara–Ōshi ein, den Personenverkehr am 1. November 1970. Zwischenzeitlich hatten 1963 die Bauarbeiten an der Verlängerung der Agatsuma-Linie in Richtung Nagano begonnen. Da sich die finanzielle Lage der Staatsbahn zunehmend zu verschlechtern begann, konnte nur der Abschnitt zwischen Naganohara und Ōmae verwirklicht werden, der am 7. März 1971 in Betrieb ging. Als Folge der Staatsbahnprivatisierung ging der Bahnhof am 1. April 1987 in den Besitz der neuen Gesellschaft JR East über. Am 1. Dezember 1991 erhielt er seinen heutigen Namen. Im Juni 2011 wurde das bisherige Empfangsgebäude abgerissen, um es durch einen Neubau zu ersetzen, der die Touristenströme besser bewältigen kann. Diesem Zweck diente auch der Ersatz der bisherigen Fußgängerbrücke zum Mittelbahnsteig durch eine Zugangsrampe. Die Arbeiten waren am 9. Juli 2013 abgeschlossen, die offizielle Eröffnung fand am 1. August statt.